# Championnat du Mozambique de football 1977
Navigation
Saison précédente Saison suivante
La saison 1977 du Championnat du Mozambique de football est la deuxième édition du championnat de première division au Mozambique. Les clubs participent d'abord à leur championnat régional et les meilleurs de chaque zone se qualifient pour la phase finale nationale. Le tenant du titre est automatiquement qualifié pour la phase finale.
C'est le club de Grupo Desportivo de Maputo qui remporte le championnat cette saison après avoir terminé en tête de la poule finale, avec un seul point d'avance sur le tenant du titre, Textáfrica do Chimoio et Sport Maputo e Benfica. C'est le tout premier titre de champion du Mozambique de l'histoire du club.

## Les clubs participants
| - Textáfrica do Chimoio - Tenant du titre - Grupo Desportivo de Maputo - Vainqueur du championnat régional de Maputo - Sport Maputo e Benfica - 2e du championnat régional de Maputo - Clube Ferroviário da Beira - Vainqueur du championnat régional de Manica-Sofala - Sporting Clube de Tete - Vainqueur du championnat régional de Tete - Associação Desportiva de Pemba - Vainqueur du championnat régional de Cabo Delgado - Sport Nampula e Benfica - Vainqueur du championnat régional de Nampula - Clube de Gaza - Vainqueur du championnat régional de Gaza - Nova Aliança - Vainqueur du championnat régional d'Inhambane - Ferroviário de Quelimane - Vainqueur du championnat régional de Zambézia |

## Compétition

### Tour préliminaire
Les dix clubs qualifiés disputent un barrage en matchs aller-retour afin de déterminer les cinq équipes participant à la poule finale.
| Équipe 1                   | Résultat | Équipe 2                       | Aller | Retour |
| -------------------------- | -------- | ------------------------------ | ----- | ------ |
| Clube de Gaza              | 2 - 11   | Grupo Desportivo de Maputo     | 1 - 4 | 1 - 7  |
| Sport Maputo e Benfica     | 7 - 2    | Nova Aliança                   | 3 - 1 | 4 - 1  |
| Sporting Clube de Tete     | 2 - 7    | Textáfrica do Chimoio          | 1 - 2 | 1 - 5  |
| Clube Ferroviário da Beira | 6 - 2    | Ferroviario Quelimane          | 2 - 1 | 4 - 1  |
| Sport Nampula e Benfica    | 6 - 5    | Associação Desportiva de Pemba | 5 - 1 | 1 - 4  |

### Poule finale
Tous les matchs sont disputés à l'Estadio Nacional da Machava de Maputo, du 22 octobre au 6 novembre 1977.
| Rang | Équipe                     | Pts | J | G | N | P | Bp | Bc | Diff |  | Résultats (▼ dom., ► ext.) | GDM | TEX | SMB | CFB | SNB |
| ---- | -------------------------- | --- | - | - | - | - | -- | -- | ---- |  | -------------------------- | --- | --- | --- | --- | --- |
| 1    | Grupo Desportivo de Maputo | 6   | 4 | 2 | 2 | 0 | 11 | 3  | +8   |  | Grupo Desportivo de Maputo |     | 1-1 | 1-1 | 3-0 | 6-1 |
| 2    | Textáfrica do Chimoio      | 5   | 4 | 2 | 1 | 1 | 12 | 5  | +7   |  | Textáfrica do Chimoio      |     |     | 5-2 | 1-2 | 5-0 |
| 3    | Sport Maputo e Benfica     | 5   | 4 | 2 | 1 | 1 | 10 | 7  | +3   |  | Sport Maputo e Benfica     |     |     |     | 3-1 | 4-0 |
| 4    | Clube Ferroviário da Beira | 4   | 4 | 2 | 0 | 2 | 8  | 7  | +1   |  | Clube Ferroviário da Beira |     |     |     |     | 5-0 |
| 5    | Sport Nampula e Benfica    | 0   | 4 | 0 | 0 | 4 | 1  | 20 | -19  |  | Sport Nampula e Benfica    |     |     |     |     |     |

## Bilan de la saison
| Championnat du Mozambique de football 1977 |                                        |
| Champion                                   | Grupo Desportivo de Maputo (1er titre) |
| Coupes et trophées                         |                                        |
| Vainqueur de la Coupe du Mozambique 1977   | Non disputée                           |
| Qualifications continentales               |                                        |
| Coupe des clubs champions africains 1978   | Aucun                                  |
| Coupe des Coupes 1978                      | Aucun                                  |
| Promotions et relégations                  |                                        |
| Promus en Moçambola                        | Aucun                                  |
| Relégués                                   | Aucun                                  |